# تعمين
تتبع سلطنة عمان سياسة توطين الوظائف أو بالمصطلح المحلي تعمين الوظائف، والذي يشبه السعودة في المملكة العربية السعودية، والذي حض عليه السلطان قابوس بن سعيد لتوفير الوظائف للباحثين عن العمل والذين يتزايدون بشكل مستمر. وهي تتبع في ذلك العديد من السبل ومنها:
- قصر عدد من الوظائف على المواطنين العمانيين (ومنها الشرطة والجيش وقيادة سيارات الأجرة ،التاكسي والنقل الخفيف وتعليم قيادة السيارات - ومحلات بيع المنتجات الغذائية ،البقالة - والاستقبال في الشركات والمؤسسات - وظائف المراسلة وانهاء المعاملات الرسمية- والجيش والشرطة (وتفصيل الملابس في بعض الولايات بعد تخريج دفعة درست في بعثات خارجية لتعلم مهنة تفصيل الملابس منها الأردن ومصر)
- فرضت وزارة القوى العاملة العمانية نسبة لتوظيف المواطنين العمانيين بشركات القطاع الخاص مقابل الموظفين الوافدين (وصلت في أواخر عام 2006 إلى 45% ومن المقرر أن تصل إلى حوالي 60-70% - إلا أن هذه النسبة ليست ثابتة وتتغير من وقت لآخر حسب الاحتياجات) وعند استقدام موظف وافد جديد يتعين على الشركات تقديم ما يثبت صحة نسبة التعمين لديها حتى يتم السماح باستقدام موظف جديد من خارج البلاد واصدار المأذونية . وتمنح تقديراً مميزاً للشركات التي تلتزم بنسبة التعمين . الجدير بالذكر أن البنوك من أعلى المؤسسسات التزاماً بنسب التعمين المقررة ومنها بنك مسقط والبنك الوطني العماني الذي يعلن أنه حقق التعمين بنسبة 92%.
- ابتعاث المواطنين للدراسة بالخارج بالعديد من الدول لسد الثغرات في العديد من القطاعات ومن هذه الدول: أمريكا وأنجلترا وأستراليا ومن الدول العربية مصر (حيث يدرسون في الجامعات الحكومية والعديد يدرسون في الجامعات الخاصة مثل جامعة بيروت).
- الحد من الموظفين الوافدين في الوزارات والقطاعات الحكومية وقصرها على العمانيين الا عند الضرورة وهي نقص التخصص في الكادر الوطني، ولذلك فقد استقدمت الدولة خبراء في الموارد البشرية لفحص سجلات العاملين وبحث الأعداد التي يمكن الاستغناء عنها من دون أن يحدث خلل.

## نتائج التعمين
- أصبحت الشركات تتنافس في تعيين المواطنين العمانيين حتى يتسنى لها استقدام موظفين وتحقيق نسبة التعمين المطلوبة. ومن ذلك كثرة اعلانات التوظيف التي تطلب مواطنين عمانيين بشكل أساسي.

## أنظر المقال الأصلي
سياسة سلطنة عمان.